# Mundo Nuevo Abajo
Mundo Nuevo Abajo är en ort i Mexiko.   Den ligger i kommunen Juárez och delstaten Chiapas, i den sydöstra delen av landet, 600 km öster om huvudstaden Mexico City. Mundo Nuevo Abajo ligger 45 meter över havet och antalet invånare är 488.
Terrängen runt Mundo Nuevo Abajo är platt. Runt Mundo Nuevo Abajo är det ganska glesbefolkat, med 27 invånare per kvadratkilometer. Närmaste större samhälle är Huimanguillo, 16,7 km nordväst om Mundo Nuevo Abajo. Omgivningarna runt Mundo Nuevo Abajo är en mosaik av jordbruksmark och naturlig växtlighet.